# Pericyma subtusplaga
Pericyma subtusplaga is een vlinder uit de familie spinneruilen (Erebidae). De wetenschappelijke naam is voor het eerst geldig gepubliceerd in 1984 door Berio.
De soort komt voor in tropisch Afrika.